# The Best of King Diamond
The Best of King Diamond es un álbum recopilatorio de la banda de heavy metal King Diamond, publicado el 23 de septiembre de 2003.

## Lista de canciones
1. «The Candle» – 6:42
2. «Charon» – 4:17
3. «Halloween» – 4:15
4. «No Presents for Christmas» – 4:22
5. «Arrival» – 5:26
6. «A Mansion in Darkness» – 4:35
7. «The Family Ghost» – 4:08
8. «Abigail» – 4:52
9. «Welcome Home» – 4:37
10. «The Invisible Guests» – 5:04
11. «Tea» – 5:15
12. «At the Graves» – 8:57
13. «Sleepless Nights» – 5:05
14. «Eye of the Witch» – 3:48
15. «Burn» – 3:44

## Créditos
- King Diamond - Productor discográfico
- Andy LaRocque - Productor discográfico
- Rune Höyer - Productor discográfico
- Roberto Falcao - Ingeniería de sonido
- Flemming Hansson - Ingeniería de sonido
- Chris Tsangarides Mezclas